# Phaethornis bourcieri
Phaethornis bourcieri là một loài chim trong họ Trochilidae.